# Gammleng-prisen
Gammleng–prisen är ett norskt pris upprättat av Fond for utøvende kunstnere 1982, 25 år efter att fonden skapades 1957. Det delas ut till utövare som på ett förtjänstfullt sätt har medverkat på grammofoninspelningar eller i sceniska föreställningar.
Inga priser delades ut år 2020 på grund av coronaviruspandemin så våren 2021 delades 50 hederspriser  på 25 000 kronor vardera ut. En ordinarie prisutdelning hölls på hösten samma år.

## Pristagare

### 1982
- Jens Book-Jenssen (veteranpriset)
- Jan Garbarek (jazz)
- Eva Knardahl (klassisk)
- Pete Knutsen (studiomusiker)
- Fred Nøddelund (studiomusiker)
- Terje Venaas (studiomusiker)
- Lillebjørn Nilsen (visa)
- Kirsti Sparboe (pop)

### 1983
- Nora Brockstedt (veteranpriset)
- Åge Aleksandersen (pop)
- Karin Krog (jazz)
- Øystein Sunde (visa)
- Arve Tellefsen (klassisk)
- Frode Thingnæs (studiomusiker)
- Henryk Lysiak (studiomusiker)
- Sveinung Hovensjø (studiomusiker)

### 1984
- Inger Jacobsen (veteranpriset)
- Arild Andersen (jazz)
- Alf Cranner (visa)
- Brynjar Hoff (klassisk)
- Jahn Teigen (pop)
- Kari Gjærum (studiomusiker)
- Freddy Lindquist (studiomusiker)
- Jon Christensen (studiomusiker)

### 1985
- Åse Wentzel (veteranpriset)
- Trond Granlund (pop)
- Birgitte Grimstad (visa)
- Egil Kapstad (jazz)
- Robert Levin (klassisk)
- Marius Müller (studiomusiker)
- Nils Petter Nyrén (studiomusiker)
- Svein Dag Hauge (studiomusiker)

### 1986
- Kurt Foss (veteranpriset)
- Laila Dalseth (jazz)
- Jonas Fjeld (pop)
- Finn Kalvik (visa)
- Robert Riefling (klassisk)
- Henning Sommerro (studiomusiker)
- Trygve Thue (studiomusiker)
- Rolf Graf (studiomusiker)

### 1987
- Ottar E. Akre (veteranpriset)
- Kjell Bækkelund (klassisk)
- Lars Klevstrand (visa)
- The Monroes (pop)
- Bjarne Nerem (jazz)
- Arne Monn-Iversen (studiomusiker)
- Bjørn Nessjø (studiomusiker)
- Per Nyhaug (studiomusiker)

### 1988
- Erik Bye (veteranpriset)
- Dollie de Luxe (pop)
- Bjarne Larsen (klassisk)
- Magni Wentzel (jazz)
- Geirr Lystrup (visa)
- Kai Angel Næsteby (studiomusiker)
- John Svendsen (studiomusiker)
- Kjetil Bjerkestrand (studiomusiker)

### 1989
- Rowland Greenberg (veteranpriset)
- Bjørn Alterhaug (jazz)
- Jan Eggum (visa)
- Liv Glaser (klassisk)
- Vazelina Bilopphøggers (pop)
- Elisabeth Sønstevold (studiomusiker)
- Kari Iveland (studiomusiker)
- Svein Christiansen (studiomusiker)

### 1990
- Egil Monn-Iversen (veteranpriset)
- Kari Bremnes (visa)
- Jørn Hoel (pop)
- Terje Rypdal (jazz)
- Frøydis Ree Wekre (klassisk)
- Ragnar Robertsen (studiomusiker)
- Kari Stokke (studiomusiker)
- Eivind Aarset (studiomusiker)

### 1991
- Willy Andresen (veteranpriset)
- Kirsten Bråten Berg (visa)
- Kristian Bergheim (jazz)
- Sidsel Endresen (öppna klassen)
- Anita Skorgan (pop)
- Knut Skram (klassisk)
- Olav Dale (studiomusiker)
- Terje Methi (studiomusiker)
- Bent Wiedswang (studiomusiker)

### 1992
- Arne Bendiksen (veteranpriset)
- Dance with a Stranger (pop)
- Tove Karoline Knutsen (visa)
- Anne Grete Preus (öppna klassen)
- Knut Riisnæs (jazz)
- Per Vollestad (klassisk)
- Bjørn Jacobsen (studiomusiker)
- Knut Reiersrud (studiomusiker)
- Harald Skogrand (studiomusiker)

### 1993
- Karsten Andersen (veteranpriset)
- Leif Ove Andsnes (klassisk)
- Mari Boine (öppna klassen)
- Bendik Hofseth (jazz)
- Hanne Krogh (pop)
- Halvdan Sivertsen (visa)
- Edvard Askeland (studiomusiker)
- Karl Johan Helgesen (studiomusiker)
- Ida Lind (studiomusiker)

### 1994
- Vidar Sandbeck (veteranpriset)
- Maj Britt Andersen (öppna klassen)
- Totti Bergh (jazz)
- Kari Svendsen (visa)
- Ole Kristian Ruud (klassisk)
- DeLillos (pop)
- Noralf Glæin (studiomusiker)
- Kristin Skaare (studiomusiker)
- Geir Sundstøl (studiomusiker)

### 1995
- Kjell Karlsen (veteranpriset)
- Ole Edvard Antonsen (klassisk)
- Ole Paus (visa)
- Kåre Virud (pop)
- Egil Johansen (jazz)
- Lynni Treekrem (öppna klassen)
- Per Hillestad (studiomusiker)
- Elisabeth Moberg (studiomusiker)
- Oddvar Mordal (studiomusiker)

### 1996
- Torstein Grythe (veteranpriset)
- Einar Steen-Nøkleberg (klassisk)
- Bjørn Eidsvåg (visa)
- Di Derre (pop)
- Ole Jacob Hansen (jazz)
- Sigmund Groven (öppna klassen)
- Geir Holmsen (studiomusiker)
- Mariann Lisland (studiomusiker)
- Lasse Hafreager (studiomusiker)

### 1997
- Einar Iversen (veteranpriset)
- Bjørn Johansen (jazz)
- Dum Dum Boys (pop)
- Odd Børretzen (visa)
- Geir Henning Braaten (klassisk)
- Agnes Buen Garnås (öppna klassen)
- Rita Eriksen (studiomusiker)
- Paolo Vinaccia (studiomusiker)
- Jørun Bøgeberg (studiomusiker)

### 1998
- Harry Kvebæk (veteranpriset)
- Nils Petter Molvær (jazz)
- Espen Lind (pop)
- Vamp (visa)
- Truls Mørk (klassisk)
- Karl Seglem (öppna klassen)
- Iver Kleive (studiomusiker)
- Sonja Wold (studiomusiker)
- Rune Arnesen (studiomusiker)

### 1999
- Egil Storbekken (veteranpriset)
- Bugge Wesseltoft (jazz)
- Motorpsycho (pop/rock)
- Kine Hellebust (visa)
- Anne-Lise Berntsen (klassisk)
- Steinar Ofsdal (öppna klassen)
- Håkon Iversen (studiomusiker)
- Børge Petersen-Øverleir (studiomusiker)
- Odd Arvid Eilertsen (studiomusiker)

### 2000
- Aase Nordmo Løvberg (veteranpriset)
- Kristin Asbjørnsen (jazz)
- Ronni Le Tekrø (pop/rock)
- Vertavokvartetten (klassisk)
- Jørn Simen Øverli (visa)
- Susanne Lundeng (öppna klassen)
- Ole Amund Gjersvik (studiomusiker)
- Bitten Forsudd (studiomusiker)
- Tom Steinar Lund (studiomusiker)

### 2001
- Ivar Medaas (veteranpriset)
- Knut Værnes (jazz)
- Solveig Kringlebotn (klassisk)
- Ketil Bjørnstad (öppna klassen)
- Midnight Choir (pop)
- Louis Jacoby (visa)
- Roy Hellvin (studiomusiker)
- Jorun Erdal (studiomusiker)
- Karim Sayed (studiomusiker)

### 2002
- Finn Eriksen (veteranpriset)
- Morten Abel (pop)
- Håvard Gimse (klassisk)
- Vigleik Storaas (jazz)
- Terje Nilsen (visa)
- Hallvard T. Bjørgum (öppna klassen)
- Stein Inge Brækhus (studiomusiker)
- Gunnar Andreas Berg (studiomusiker)
- Kristin Pedersen (studiomusiker)

### 2003
- Wenche Myhre (veteranpriset)
- D.D.E (pop)
- Randi Stene (klassisk)
- Hege Tunaal (visa)
- Jacob Young (jazz)
- Berit Opheim (folkmusik)
- Hans Petter Gundersen (studiomusiker)
- Tor Inge Rishaug (studiomusiker)
- Anne Krigsvoll (teater)
- Cecilie Lindeman Steen (dans)

### 2004
- Ole Ivars (veteranpriset)
- Dimmu Borgir (black metal)
- Live Maria Roggen (jazz)
- Jon Wien Sønstebø (studiomusiker)
- Terje Tønnessen (klassisk)
- Jan Bang (studiomusiker)
- Tommy Tee (rap)
- Annbjørg Lien (folkmusik)
- Line Tørmoen (dans)
- Laila Goody (teater)

### 2005
- Inger Lise Rypdal (veteranpriset)
- Stian Carstensen (studiomusiker)
- Tom Erik Antonsen (studiomusiker)
- John Pål Inderberg (jazz)
- Grieg Trio (klassisk)
- WE (rock)
- Lars Martin Myhre (visa)
- Silje Nergaard (öppna klassen)
- Terje Tjøme Mossige (danser)
- Bjørn Sundquist (skådespelare)

### 2006
- Knutsen og Ludvigsen (veteranpriset)
- Trygve Seim (jazz)
- Atle Sponberg (klassiskt/konstmusik)
- Turboneger (rock)
- Ivar «Ravi» Johansen (rap)
- Tone Hulbækmo (visa/folkmusik)
- Sidsel Walstad (studiomusiker)
- Horns for Hire (Morten Halle, Torbjørn Sunde, Jens Petter Antonsen) (studiomusiker)
- Anne Marit Jacobsen (teater)
- Therese Skauge (dans)

### 2007
- Odd Børretzen (veteranpriset)
- Oslo Strykekvartett (klassiskt)
- Henning Kvitnes (pop)
- Unni Løvlid (folkmusik)
- The Brazz Brothers (jazz)
- Lene Marlin (öppna klassen)
- Knut Hem och Jon Willy Rydningen (studiomusiker)
- Marianne Nielsen (teater)
- Charlotte Våset (dans)

### 2008
- Åge Aleksandersen (veteranpriset)
- a-ha (pop)
- Knut Buen (folkmusik)
- Elise Båtnes (klassiskt)
- Jon Balke (jazz)
- Anneli Drecker (öppna klassen)
- Steinar Krokstad (studiomusiker)
- Morten Skaget (Morty Black) (studiomusiker)
- Hildegunn Eggen (teater)
- Halldis Olafsdottir (dans)

### 2009
- Jahn Teigen (veteranpriset)
- Malika Makouf Rasmussen (öppna klassen)
- Håkon Austbø (klassisk)
- Finn Sletten (jazz)
- Ane Brun (visa)
- Hellbillies (rock/roots)
- Kåre Christoffer Vestrheim (studiomusiker)
- Dorthe Dreier (studiomusiker)
- Monna Tandberg (teater)
- Richard Suttie (dans)

### 2010
- Lillebjørn Nilsen (veteranpriset)
- Marit Larsen (populärmusik)
- Alfred Janson (öppna klassen)
- Sinikka Langeland (folkmusik)
- Nordic Voices (konstmusik)
- Rita Engedalen (blues)
- Jonny Sjo (studiomusiker)
- Erland Dahlen (studiomusiker)
- Even Stormoen (teater)
- Suzie Davies (dans)

### 2011
- Jan Eggum (veteranpriset)
- Eugenie Skilnand (dans)
- Sven Nordin (teater)
- Yngve Sætre (studiomusiker)
- Frank Brodahl (studiomusiker)
- Eli Storbekken (folkmusik)
- Solveig Slettahjell (jazz)
- Henning Kraggerud (konstmusik)
- Sissel Kyrkjebø (öppna klassen)
- Satyricon (metal)

### 2012
- Lise Fjeldstad (veteranpriset)
- Susanna Wallumrød (öppna klassen)
- Eldbjørg Raknes (jazz)
- Valkyrien Allstars (folkmusik)
- Det Norske Solistkor (konstmusik)
- Röyksopp (elektronika)
- Tove Kragset (studiomusiker)
- Jan Erik Kongshaug (studiomusiker)
- Helge Jordal (teater)
- Gry Kipperberg (dans)

### 2013
- Anne Grete Preus (veteranpriset)
- Arild Stav (studiomusiker)
- Lise Voldsdal (studiomusiker)
- Maja Ratkje (nutida musik)
- Olga Konkova (jazz)
- Odd Nordstoga (visa/folkmusik)
- Kaizers Orchestra (pop/rock)
- Hilde Marie Kjersem (öppna klassen)
- Ricardo Daniel Proietto (dans)
- Ståle Bjørnhaug (teater)

### 2014
- Karin Krog (veteranpriset)
- Ole Petter Andreassen (studiomusiker)
- Kim Ofstad (studiomusiker)
- Helge Sten (nutida musik/elektronika)
- Dag Arnesen (jazz)
- Sigrid Moldestad (folkmusik)
- BigBang (pop/rock)
- Hilde Louise Asbjørnsen (öppna klassen)
- Lars Øyno (teater)
- Marianne Kjærsund (dans)

### 2015
- Indra Lorentzen (veteranpriset)
- David Wallumrød (studiomusiker)
- Torstein Lofthus (studiomusiker)
- Bergens filharmoniska orkester (konstmusik)
- Jaga Jazzist (jazz)
- Gjermund Larsen (folkmusik)
- Raga Rockers (rock)
- Trio Mediæval (öppna klassen)
- Steffi Lund (dans)
- Jorunn Kjellsby (teater)

### 2016
- Åse Kleveland (veteranpriset - musik)
- Marte Sæther (veteranpriset - dans)
- Juni Dahr (veteranpriset - teater)
- Det Norske Kammerorkester (klassisk musik)
- Frode Fjellheim (öppna klassen)
- Vidar Busk (jazz/blues)
- Ola Bremnes (visa)
- Karpe Diem (rap/hiphop)
- Nikolai Hængsle(studiomusiker)
- Kaja Fjellberg Pettersen (studiomusiker)
- Guro Nagelhus Schia (dans)
- Merete Klingen (teater)

### 2017
- Bjørn Eidsvåg (veteranpriset)
- Kyrre Fritzner (studiomusiker)
- Martin Horntveth (studiomusiker)
- Rolf-Erik Nystrøm (konstmusik/samtidsmusik)
- Jørgen Munkeby (jazz/metal/impro)
- Anne Nymo Trulsen (visa)
- Madcon (pop/rock)
- Hanne Hukkelberg (öppna klassen)
- Guandaline Sagliocco (skådespelare)
- Ole Willy Falkhaugen (dans)

### 2018
- Liv Glaser (veteranpriset)
- Erlend Apneseth (musiker)
- Javid Afsari Rad (musiker)
- Håkon Kornstad (musiker)
- Tor Egil Kreken (musiker)
- Susanne Sundfør (musiker)
- Pia Elton Hammer (dans)
- Anne Marit Sæther (skådespelare)

### 2019
- Casino Steel (veteranpriset)
- Trondheimsolistene (konstmusik)
- Tove Bøygard (visa)
- Hanna Paulsberg (jazz)
- Sondre Justad (populärmusik)
- Birger Mistereggen (studiomusiker)
- Siri Jøntvedt (dans)
- Terje Strømdahl (skådespelare)

### 2020[1]
Inga priser delades ut.

### 2021 vår[1]
- Sudesh Adhana (dansare)
- Bente S. Andersen (skådespelare)
- Gudny Aspaas (sångare)
- Atle Bakken (musiker)
- Jon Balke (musiker)
- Harpreet Bansal (musiker)
- Stein Torleif Bjella (musiker)
- Bernt Bjørn (skådespelare)
- Øystein Blix (musiker)
- Tore Bruvoll (musiker)
- Stian Carstensen (musiker)
- Freddy Dahl (musiker)
- Lise Davidsen (sångare)
- Ragnhild Furebotten (musiker)
- Per Anders Buen Garnås (musiker)
- Mari Giske (musiker)
- Kristina Gjems (dansare)
- Frode Gjerstad (musiker)
- Rolf Gupta (dirigent)
- Loan Thanh Ha (dansare)
- Frode Haltli (musiker)
- Pål Hausken (musiker)
- Knut Hem (musiker)
- Lars Jacob Holm (dansare)
- Per Jørgensen (musiker)
- Marianne Beate Kielland (sångare)
- Asbjørn «ASA» Krogtoft (musiker)
- Hans-Peter Lindstrøm (musiker)
- Jorunn Lullau (skådespelare)
- Moddi (musiker)
- Hedvig Mollestad (musiker)
- Kjetil Møster (musiker)
- Ernst Nikolaisen (musiker)
- Olaf Olsen (musiker)
- Mette Rasmussen (musiker)
- Trine Rein (sångare)
- Erlend Ropstad (musiker)
- Liv Runesdatter (sångare)
- Berit Rusten (skådespelare)
- Sølve Sigerland (musiker)
- Karin Stautland (skådespelare)
- Kari Svendsen (musiker)
- Jan Sælid (skådespelare)
- Pearl Tawiah (dansare)
- Camilla Tellefsen (dansare)
- Ida Løken Valkeapää (skådespelare)
- Lars Vaular (sångare)
- Vegar Vårdal (musiker)
- Ida Wigdel (dansare)
- Frida Ånnevik (sångare)

### 2021 höst[2]
- Kari-Ann Grønsund (veteranpriset)
- SPUNK (konstmusik)
- Hans Fredrik Jacobsen (visa)
- Ola Kvernberg (jazz)
- Sondre Lerche (populärmusik)
- Elisabeth Nesset (studiomusiker)
- Ulf Nilseng (dans)
- Cici Henriksen (skådespelare)

### 2022[3]
- Sondre Bratland (veteranpriset)
- Jenny Hval (öppen klass)
- Christine Sandtorv (barnmusik)
- Liv Hanne Haugen (dansare)
- Øyonn Groven Myhren (folkmusik)
- Ipek Mehlum (skådespelare)
- Thomas Kongshavn (studiomusiker)
- Tine Thing Helseth (klassisk/samtidsmusik)